# Kondensator (Verfahrenstechnik)

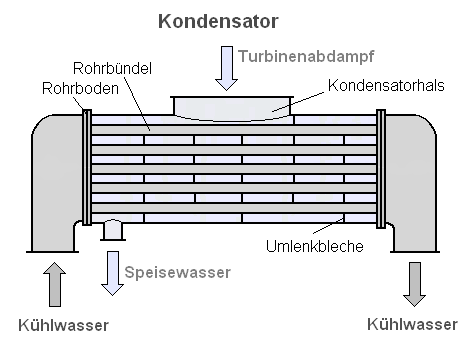
Schematische Darstellung eines Kondensators für Turbinenabdampf

Ein Kondensator (oder Kondenser) ist ein Apparat, in welchem ein Stoff vom gasförmigen Aggregatzustand in den flüssigen Aggregatzustand überführt wird (Kondensation).
In Wärmekraftmaschinen und in Kälteanlagen dienen Kondensatoren der Verflüssigung des Abdampfes bzw. des  dampfförmigen Kältemittels. Das ermöglicht in den genannten Anlagen einen geschlossenen Kreisprozess.  In der Verfahrenstechnik ist er ein wesentliches Element zur stofflichen Trennung während der Destillation.
In der thermischen Verfahrenstechnik findet er insbesondere bei Rektifikationskolonnen Anwendung, um am Kopf der Kolonne durch Kühlung eine Kondensation zu erreichen.
In Kälteanlagen wird der Kondensator entsprechend der Begriffsbestimmung der deutschen Übersetzung der Europanorm EN 378 Teil 1 als  Verflüssiger bezeichnet, um eine sprachliche Abgrenzung zum elektrischen Kondensator zu schaffen.

## Geschichte
Mit der Erfindung des Kondensators durch James Watt konnten erstmals Dampfmaschinen gebaut werden, die einen vergleichsweise geringen Energiebedarf hatten. Ein Kondensator ist daher ein entscheidendes Element für den effizienten Betrieb von Dampfmaschinen und Dampfturbinen, und seine Einführung gilt als Meilenstein der Technikgeschichte.
James Watt nutzte für seine Maschinen die einfache Bauform des Einspritzkondensators. In ein getrenntes Gefäß hinter dem Dampfauslass der Maschine wird kaltes Wasser eingespritzt. Der Dampf verflüssigt sich und hinterlässt ein fast vollständiges Vakuum. Dieses Vakuum ermöglicht eine verbesserte Ausnutzung der im Dampf innewohnenden Wärmeenergie zur Erzeugung von Bewegungsenergie. Einspritzkondensatoren werden auch heute noch angewendet; sie sind aber sehr selten geworden, da sie wegen des Eintrages von gelösten Stoffen kein nutzbares Kondensat für die Speisung des Dampfkessels liefern können.
Auf Dampfschiffen auf See waren Kondensatoren wichtig, da Meerwasser erst nach Entsalzung (durch Verdampfung und Kondensation) als Speisewasser verwendet werden konnte. Grundwasser ist oft kalkreich, Kondensatorwasser immer kalkfrei, also aus Maschinensicht wünschenswert, da Verkalkung im Kessel vermieden wird. Durch Kernreaktoren zirkulierendes Wasser wird durch Neutroneneinfang (sowohl im Wasserstoff, aus dem sich Tritium bildet, als auch in evtl. zugesetzten Stoffen wie Borsäure) mehr oder weniger radioaktiv, es ist also sinnvoll dieses Wasser möglichst geschlossen im Kraftwerk zu halten, um radioaktive Emissionen während des Betriebs zu vermeiden.

## Bauarten

Überschlägige Berechnung der Kaltwassermenge

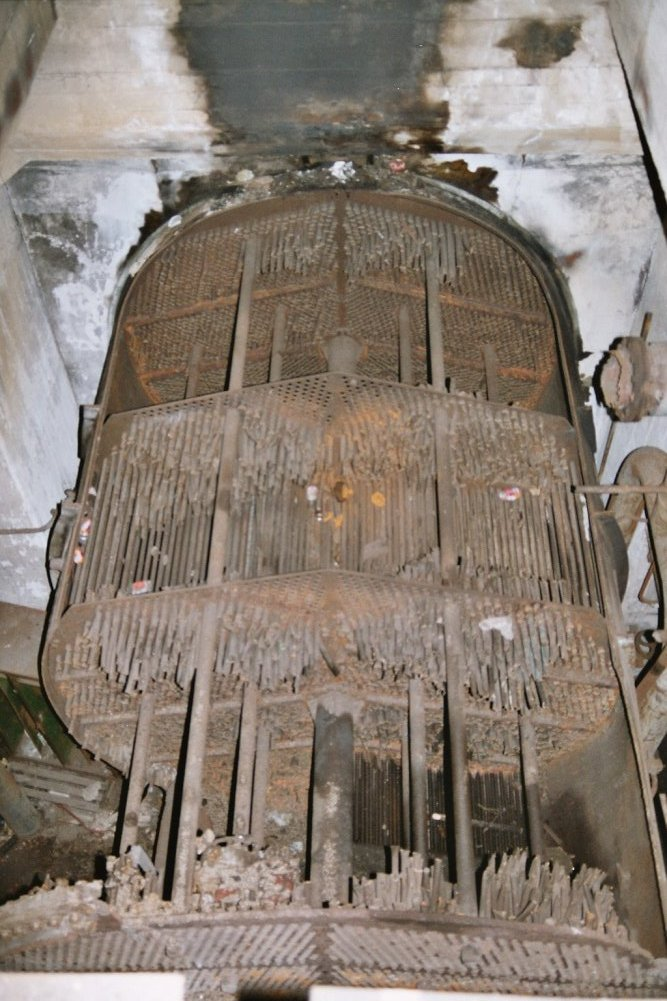
Ein aufgeschnittener, korrodierter Kondensator

### Wassergekühlter Kondensator
Gegenüber den Einspritzkondensatoren von Watt werden heute wassergekühlte Oberflächenkondensatoren in der Form des Rohrbündelwärmeübertragers oder Plattenwärmetauschers verwendet.
Hier wird das kalte Kühlwasser durch Rohre in den Abdampfraum geführt, und der Abdampf kondensiert außen auf der Gegenseite an den Kühlrohren.  Die Anzahl der Rohre in einem Kondensator kann sehr groß sein; so befinden sich in den Kondensatoren eines großen Kernkraftwerkes bis zu 20.000 Stück von je 10 m Länge. Für die Rohre ist eine Nennweite von 15 mm bis 30 mm typisch. Innerhalb des Kondensators wird während des Betriebes der Dampfturbine das Kühlwasser um 8 bis 10 °C erwärmt. Ein typisches Kernkraftwerk besitzt für eine Dampfturbine bis zu sechs solcher Kondensatoren, die jeweils mit bis zu 7 m³ Kühlwasser je Sekunde durchströmt werden. Ein derartiger Kondensator  überträgt eine thermische Leistung von bis zu 700 Megawatt vom Abdampf der Turbine auf das Kühlwasser. Das im Kondensator zu erreichende Vakuum hängt hauptsächlich von der Eintrittstemperatur des Kühlwassers sowie von der Qualität des Wärmeüberganges in den einzelnen Rohren ab und kann in sehr günstigen Fällen auf unter 40 mbar fallen, dies entspricht einer Wassertemperatur von unter 17 Grad Celsius (Sättigungsdampfdruck).
In Kompressionskälteanlagen wird der „Verflüssiger“ hinter den Verdichtern oder hinter dem Austreiber und der Rektifikationskolonne von Absorptionskälteanlagen  angeordnet. Das überhitzte Kältemittel wird in den Verflüssiger geleitet und durch den Wärmeübergang an ein Kühlmedium verflüssigt.
Eine Besonderheit dieser Oberflächenkondensatoren ist das Vorhandensein von sogenannten Dampfgassen. Darunter versteht man Lücken in der Berohrung, durch die der Turbinenabdampf leichter in das Rohrbündel einströmen kann. An den Rändern der Dampfgassen liegen die Gassenrohre. Sie besitzen eine größere Wandstärke gegenüber den Normalrohren im Kondensator, da sie in besonderen Maße dem Tropfenschlag des mit hoher Geschwindigkeit einströmenden Nassdampfes ausgesetzt sind. Zudem sammelt sich im Kondensator die Luft, die in das Dampfsystem durch Dichtungen und nichtentgastes Speisewasser gerät. Besonders anfällig ist in diesem Zusammenhang die Labyrinthdichtung der Turbinenwelle. Die vom Dampf transportierte Luft konzentriert sich vorzugsweise im Luftkühlerbereich und wird von dort ständig mit einer Vakuumpumpe abgesaugt.
In der Regel werden Kondensatoren mit Wasser gekühlt, das der Umgebung entnommen wird und mit seinen Verschmutzungen als Fouling die Funktion des Kondensators gefährden kann. Schon eine dünne Schmutzschicht in den Rohren des Kondensators hat erhebliche Auswirkungen auf den Gesamtwirkungsgrad eines Dampfkraftwerkes. Deshalb wird das Wasser zuvor über Filteranlagen gereinigt; die Feinverschmutzungen in den Rohren beseitigen während des Betriebes spezielle Schwammgummikugeln, die mit dem Taprogge-Verfahren in das Kühlwasser eingebracht und mit großen Sieben wieder entfernt werden.
Das Kühlwasser für die Kondensation wird, wenn möglich, direkt einem Fluss oder Gewässer entnommen und wieder zurückgeführt. Um die Kühlwassermengen und die Temperatur des zurückgegebenen Kühlwassers zu begrenzen, wird es auch in Rückkühlwerken (z. B. offener Kühlturm oder Trockenrückkühler) seinerseits wieder abgekühlt.

### Luftgekühlte Kondensatoren bzw. Verflüssiger

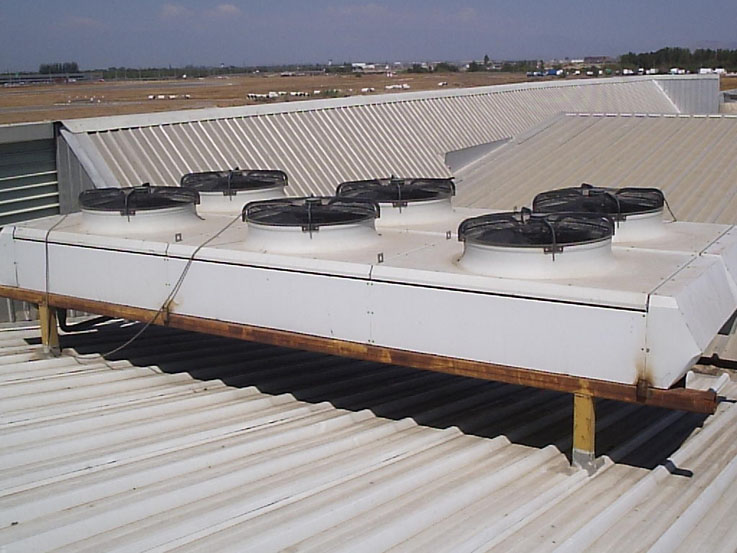
Luftgekühlter Kondensator einer Klimaanlage

Steht am Standort des Kraftwerks kein Kühlwasser zur Verfügung, so wird anstelle eines wassergekühlten Kondensators ein Luftkondensator (engl. air cooled condenser) eingesetzt.
Der luftgekühlte Kondensator bzw. Verflüssiger besteht aus einem Rohrregister, über das ein Luftstrom mittels freier oder erzwungener Konvektion geführt wird. Die freie Konvektion wird allerdings nur bei Kleinkälteanlagen (Kühlschränke) genutzt. In der Regel werden Axiallüfter verwendet, die stehend (sogenannte Tischkühler) oder liegend angeordnet sind. Die Rohre des Verflüssigers sind auf der Luftseite mit Rippen versehen, um die wirksame Fläche für den Wärmeübergang zu vergrößern. Die Rippenlamellen bestehen meistens aus Aluminiumblech. Zur Optimierung werden drehzahlgeregelte Lüftermotoren eingesetzt, die über den Verflüssigerdruck geregelt werden.
Luftkondensatoren wurden unter anderem bei  Dampflokomotiven verwendet, um ihren Verbrauch an Speisewasser zu vermindern (siehe Kondensationslokomotive). Hier begünstigte auch der Fahrtwind als natürliche Ventilation die Kühlung.

#### Lüfter Rückwärtsdrehen zwecks Reinigung
Luftgekühlte Verflüssiger beziehungsweise luftgekühlte Gaskühler besitzen in der Regel Rippenbleche an den Rohren, in denen sich Blütenpollen, Blätter und sonstige Fremdkörper festsetzen können. Um einen erhöhten Bedarf an Service, zum Beispiel in Form von Reinigen mit Hochdruckreinigern zu vermeiden, werden einmal täglich, sinnvollerweise nachts und/oder wenn nur wenige Lüfter in Betrieb sind, die Lüfter nacheinander für je 5 Minuten rückwärts gedreht, um die Rippen frei zu blasen.

### Verdunstungsverflüssiger
Der Verdunstungsverflüssiger hat ein Gehäuse, in dem ein Rohrregister eingebracht ist, das das Kältemittel aufnimmt. Von oben wird Wasser in das Gehäuse eingedüst. Unterhalb des Gehäuses sind Radiallüfter aufgestellt, die im Gegenstrom zu dem abfließenden Wasser Luft in das Gehäuse fördern. Es erfolgt ein lebhafter Wärmeaustausch zwischen der Rohroberfläche, dem aufsteigenden Luftstrom und den herabperlenden Wassertropfen. Die Luft wird mit Wasserdampf weitgehend gesättigt. Oberhalb des Verdunstungsverflüssigers steigt ein Luft-Nebel-Gemisch auf. Zur Abscheidung und Aufteilung der Flüssigkeitstropfen sind in dem Verflüssiger Einbauten einbezogen, die meistens aus Kunststoffformteilen bestehen.